# Municipio de Falun (Kansas)
El municipio de Falun (en inglés: Falun Township) es un municipio ubicado en el condado de Saline en el estado estadounidense de Kansas. En el año 2010 tenía una población de 285 habitantes y una densidad poblacional de 1,53 personas por km².

## Geografía
El municipio de Falun se encuentra ubicado en las coordenadas 38°39′39″N 97°48′22″O / 38.66083, -97.80611. Según la Oficina del Censo de los Estados Unidos, el municipio tiene una superficie total de 186.58 km², de la cual 186,42 km² corresponden a tierra firme y (0,09 %) 0,16 km² es agua.

## Demografía
Según el censo de 2010, había 285 personas residiendo en el municipio de Falun. La densidad de población era de 1,53 hab./km². De los 285 habitantes, el municipio de Falun estaba compuesto por el 99,3 % blancos, el 0,7 % eran amerindios. Del total de la población el 3,16 % eran hispanos o latinos de cualquier raza.